# Национальное кладбище Эндрю Джонсона
Национальное кладбище Эндрю Джонсона (англ. Andrew Johnson National Cemetery) — национальное кладбище США, расположенное в городе Гринвилл, штат Теннесси. Кладбище было основано в 1906 году и построено вокруг места упокоения 17-го президента США Эндрю Джонсона.

## История
Эндрю Джонсон приобрёл 23 акра земли за пределами Гринвилля на «Сигнал-Хилл» в 1852 году. По семейной традиции Джонсон очень любил открывающийся с холма вид. Он стал известен как «Сигнальный холм» из-за того, что это было отличное место, где солдаты могли подавать сигнал дружественным силам. Когда Джонсон умер, он был похоронен на этом участке 3 августа 1875 года. 5 июня 1878 года у могилы Джонсона была установлена мраморная статуя высотой 28 футов (8,5 м). Памятник считался настолько доминирующим, что название холма было изменено на «Монументный холм». Его дочь, Марта Джонсон Паттерсон, 2 сентября 1898 года завещала, чтобы данная земля стала парком. В 1900 году она настаивала на том, чтобы сделать это место национальным кладбищем, чтобы вместо семьи Джонсонов его содержало федеральное правительство. В 1906 году Конгресс США дал данному месту статус Национального кладбища, а в 1908 году Военное министерство США взяло контроль над ним. К 1939 году на кладбище насчитывалось 100 могил.
Когда данный район был превращён в кладбище, двое сыновей Эндрю Джонсона, Чарльз и Роберт, были перезахоронены на данном месте, рядом с отцом. Несколько других членов семьи Джонсонов, включая внуков, позже будут похоронены на этом кладбище. Среди них также его дочь Марта и её муж, бывший сенатор США Дэвид Т. Паттерсон.
23 мая 1942 года контроль над кладбищем перешёл к Службе национальных парков, которая постановила запретить новые захоронения, чтобы сохранить историческую природу кладбища. Благодаря усилиям Американского легиона и Дочерей американской революции, кладбище снова приняло новые погребения, что сделало национальное кладбище одним из немногих, контролируемых Службой национальных парков, где упокоились солдаты мировых войн, испано-американской войны, Корейской войны, Вьетнамской войны и войны в Персидском заливе.